# Henric al II-lea, Margraf al Istriei
Henric al II-lea de Istria (în germană Heinrich, n.c. 1175 – d. 18 iulie 1228, Windischgraz) aparținând Casei de Andechs a fost margraf al Istriei și Carniolei (1204–1228) și conte de Stein (Kamnik în Craina Superioară). Prin căsătorie posesiunilor sale li s-a adăugat Marca Vindica.

## Biografie
Henric a fost cel de-al doilea fiu al ducelui Berthold al IV-lea de Andechs-Merania (d. 1204) și al soției sale Agnes de Rochlitz (d. 1195), fiica margrafului Dedi al III-lea cel Gras aparținând Casei de Wettin.
La moartea tatălui său în 1204 Henric a preluat margrafiatul Istria-Carniola și posesiunile de la sud de Dunăre. Republica Venețiană cârmuia însă efectiv peninsula Istria făcând dificilă situația lui Henric.
Cel târziu în 1207 Henric s-a căsătorit cu Sofia, moștenitoarea contelui Albert de Weichselburg, care a adus familiei Andechs proprietăți uriașe în Marca Vindica. Cei doi nu au avut copii.
În 1208 Henric a avut ghinionul de a se afla în locul nepotrivit la momentul nepotrivit: la nunta fratelui său Otto de Merania în Bamberg regele roman-german Filip al Suabiei a fost asasinat, iar Henric a fost acuzat de implicare în această acțiune. Din perspectiva actuală aceasta presupunere a fost una perfidă lansată de familia Wittelsbach care a avut ca efect declinul rapid al Casei de Andechs (loială familiei Hohenstaufen). În același an Henric și fratele său Ekbert (d. 1237), episcopul de Bamberg, au pierdut toate posesiunile, toate drepturile, demnitățile și veniturile, iar în 1209 au fost ostracizați și au fost nevoiți să se refugieze la sora lor Gertruda de Merania, soția regelui Andrei al II-lea al Ungariei.
În timpul festivităților din noiembrie 1220 dedicate încoronării lui Frederic al II-lea ca împărat, Henric este menționat în documente ca fiind prezent la curtea acestuia. Deși nevinovăția sa a fost recunoscută, eforturile de a-și recupera fostele proprietăți au avut succes doar parțial, în ciuda sprijinului dat de frații săi și de ducele Leopold al VI-lea al Austriei. Disputele cu ducele Ludovic al Bavariei au durat până în anul în care Henric a murit. Margrafiatul Istria a rămas la Patriarhia de Aquileia.
În 1211 Ekbert și-a reluat funcția de episcop, iar în același an Henric și-a recăpătat posesiunile în Windischgraz, dar nu și pe cele din Bavaria și Tirol. El a păstrat legătura cu patriarhatul Aquileia (unde fratele său Berthold fusese patriarh între 1218 și 1251) și cu Leopold al VI-lea, ducele Austriei și Stiriei, și s-a aflat mai ales în teritoriile sale și ale soției sale Sofia, în Stiria Inferioară și Carniola. În 1220 a participat ca martor la acordarea fostului său margrafiat lui Berthold.
În mai 1228 s-a ajuns la o înțelegere între Henric și ducele Ludovic al Bavariei, prin care Henric și-a recuperat parțial proprietățile din Bavaria, dar el a murit în iulie același an în Windischgraz și a fost înmormântat în Mănăstirea Dießen (dieceza Augsburg). Fratele său Otto a moștenit vechile posesiuni bavareze ale lui Henric, iar domeniile familiei Weichselburg au revenit văduvei sale, Sofia, pentru o scurtă perioadă de timp.